# Amy Steel
Amy Steel, född 3 maj 1960 är en amerikansk skådespelare, mest känd för sin roll som Ginny i filmen Fredagen den 13:e del 2 från 1981.